# Úrsula Corberó
Úrsula Corberó Delgado (* 11. srpna 1989 Barcelona) je španělská herečka. Nejznámější je její role Tokio v seriálu Papírový dům, Margarita de Austria v televizním seriálu Televisión Española Isabel (2014) a Marta v komediálním filmu Jak přežít loučení se svobodou (2015). Mezinárodní renomé získala po své roli Tokio v seriálu Papírový dům (Money Heist; 2017–2020).

## Život
Úrsula Corberó Delgado se narodila v Barceloně. Vyrostla v Sant Pere de Vilamajor se svými rodiči; její otec je Pedro Corbero, tesař a matka Esther Delgado, obchodnice. Má jednu sestru Monicu.
Ve věku 6 let již věděla, že chce být herečkou a nejdříve začala působit v komerčních reklamách. První roli získala ve třinácti letech. Po studiích se přestěhovala do Madridu, kde natočila televizní seriál Física o Química.
V roce 2008 měla dva roky vztah s hercem jménem Israel Rodríguez.
V roce 2011 chodila pět měsíců s tenisovým hráčem Felicianem Lópezem. Počínaje rokem 2013 chodila tři roky s modelem a hercem Andrésem Velencoso.
Od roku 2016 je Corberó ve vztahu s argentinským hercem Chino Darínem, se kterým se seznámila na natáčení televizního seriálu The Embassy. 

## Veřejná prezentace
V roce 2016 si zopakovala roli Margarity de Austria ve filmu La corona partida. Film je pokračováním sérií Isabel a Carlos, rey emperador. Ve stejném roce dabovala Katie ve filmu Tajný život mazlíčků.
Je feministkou. V roce 2018 se zúčastnila videa ve prospěch legalizace potratů v Argentině. Jako Katalánka se nepovažuje za separatistu a podporuje obě strany. Po výsledku katalánského referenda o nezávislosti v roce 2017 však napsala na Twitter, že policejním násilím byla „zlomena“.
Herečka je považována za „módní ikonu“ a na 30. ročníku cen Goya způsobila senzaci s šaty Teresy Helbigové, která měla působivý postranní otvor, který odhaloval její nohy. Nicméně byla také kritizována za svou váhu, někteří lidé předpokládali, že trpěla anorexií. Vždy to popírala a tvrdila, že jí dostatečně. Hodně cvičí a praktikuje pilates i fitness.

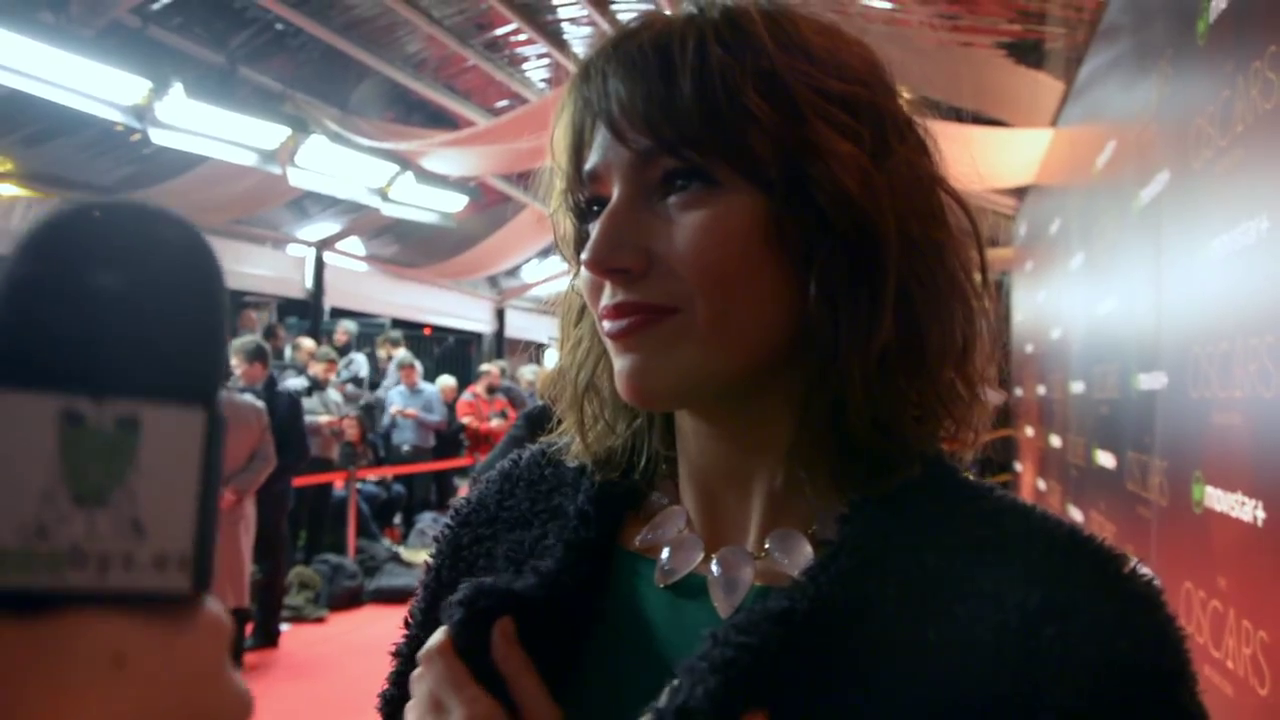
Úrsula Corbero, 2016

V květnu 2018 se díky celosvětovému úspěchu La Casa de Papel stala herečka nejsledovanější španělskou celebritou na instagramu s více než 5 miliony následovníků, ale Georgina Rodriguez ji předstihla. V současné době (2020) má více než 18 milionů sledujících. Corberó také využívá svou platformu ke zvýšení povědomí o změně klimatu a byla členkou poroty 4. ročníku festivalu We Art Water Film Festival.
Je spoluzakladatelkou Ymas, společnosti umělců (herců, režisérů, producentů, spisovatelů atd.), která lidem umožňuje navštěvovat premiéry filmů, za scénami a dalšími. Herečka se zúčastnila několika kampaní na zvyšování povědomí o rakovině prsu s herečkami Blanca Suarez a Clara Lago.

## Kariéra

### Filmy
| Year | Title                               | Role               |
| ---- | ----------------------------------- | ------------------ |
| 2007 | Crónica de una voluntad             | Cova               |
| 2011 | Slides                              | N/A                |
| 2011 | Elsinor Park                        | Lissa              |
| 2011 | Paranormal Xperience 3D             | Belén              |
| 2013 | Afterparty                          | María / Laura      |
| 2013 | Crimen con vista al mar             | Sonia              |
| 2013 | Who Killed Bambi?                   | Paula Larrea       |
| 2013 | Cloudy with a Chance of Meatballs 2 | Sam                |
| 2015 | Off Course                          | Nadia              |
| 2015 | Cómo sobrevivir a una despedida     | Marta              |
| 2016 | La corona partida                   | Markéta Habsburská |
| 2016 | The Secret Life of Pets             | Katie              |
| 2016 | Etiqueta Negra                      | Alex               |
| 2017 | Proyecto Tiempo: La llave           | Alma               |
| 2017 | The Emoji Movie                     | Smiler             |
| 2017 | Una Historia de Amor                | Herself            |
| 2018 | El árbol de la sangre               | Rebeca             |
| 2020 | Snake Eyes                          | Baroness           |

### Seriály
| Rok             | Název                           | Role                           | Kanál              |
| --------------- | ------------------------------- | ------------------------------ | ------------------ |
| 2002            | Mirall trencat                  | María                          | TV3                |
| 2005–2006       | Ventdelplà                      | Sara                           | TV3                |
| 2007            | Cuenta atrás                    | Daniela                        | Cuatro             |
| 2007            | El Internado                    | Manuela Portillo               | Antena 3           |
| 2008–2011       | Física o Química                | Ruth Gómez                     | Antena 3           |
| 2011–2019       | 14 de abril. La República       | Beatriz de la Torre            | La 1               |
| 2012            | Volare                          | Lila / Malva                   | TV3                |
| 2013            | Gran Reserva                    | Julia Cortázar / Laura Márquez | La 1               |
| 2013            | Mario Conde. Los días de gloria | Paloma Aliende                 | Telecinco          |
| 2014            | Con el culo al aire             | Sofía                          | Antena 3           |
| 2014            | Isabel                          | Margaret of Austria            | La 1               |
| 2015            | Anclados                        | Natalia                        | Telecinco          |
| 2016            | La embajada                     | Ester Salinas                  | Antena 3           |
| 2017            | ¿Qué fue de Jorge Sanz?         | Herself                        | Movistar+          |
| 2017–současnost | Money Heist                     | Silene "Tokyo" Oliveira        | Antena 3 / Netflix |
| 2018            | Snatch                          | Inès                           | Sony Crackle       |
| 2019            | Paquita Salas                   | Herself                        | Netflix            |

### Hudební videa
| Rok  | Název písně            | Umělec               |
| ---- | ---------------------- | -------------------- |
| 2008 | El precio de la verdad | Cinco de Enero       |
| 2013 | Heartbreaker           | Auryn                |
| 2013 | Lo importante          | Pignoise             |
| 2015 | Mi Querida España      | Kiko Veneno, Rozalen |
| 2018 | Cuando Me Miras        | C. Tangana           |